# Artgemeinschaft
A Comunidade da Fé Germânica Artgemeinschaft (em alemão:  Artgemeinschaft Germanische Glaubens-Gemeinschaft; abreviado AG GGG) é uma organização alemã neopagã  e neonazista   fundada em 1951 por Wilhelm Kusserow, um ex-membro da SS. Em 1983, fundiu-se com a Nordungen (fundada em 1924). De 1989 a 2009, foi chefiado por Jürgen Rieger. 
O grupo tem o status legal de uma Associação alemã registrada ("Eingetragener Verein") com sede em Berlim.
Em 27 de setembro de 2023, o governo da Alemanha baniu um grupo de extremistas de direita chamado Artgemeinschaft, que mirava na doutrinação de crianças. No mesmo dia, a polícia realizou operações de busca e apreensão em dezenas de residências de membros da organização e outros locais, em 12 dos 16 estados do país.

## Ideologia
Artgemeinschaft mistura ideologia de extrema-direita com religiões nórdicas e teutônicas, como Ásatrú, mas também elementos de ateísmo.  Na década de 1960, alguns aspectos teosóficos e chamados ariosóficos foram adicionados.
O weltanschauung do partido é xenófobo e anti-semita.  Uma crença do partido é Artgemeinschaft (traduzido livremente como "comunidade racial"), um princípio básico do qual é o Artglaube ("crença racial").
Em contraste com outras organizações pagãs, nem Guido von List nem Lanz von Liebenfels desempenham qualquer papel. 
Importantes em suas crenças são as teses de Schopenhauer, Nietzsche, Eduard von Hartmann e Feuerbach para atacar a moral cristã e substituí-la por uma pagã. De acordo com Fromm, a crença em Deuses não é um impulso importante para a Artgemeinschaft. 
Um símbolo usado pela Artgemeinschaft é uma águia pegando um peixe cristão, conhecido como "Adler fängt Fisch" ou "Adler fängt Ichthys", que simboliza a rejeição do cristianismo. Foi registrada como marca do grupo em 2003, levando os neonazistas na Alemanha a usarem o símbolo posteriormente. Em 2012, isso influenciou a decisão de rejeitar um novo brasão para o distrito de Mecklenburgische Seenplatte.

## Associação e Mídia
A filiação é regulada de acordo com critérios raciais; apenas pessoas "nascidas no norte" podem se tornar membros. Os membros pertencem a diferentes correntes da extrema-direita, desde militantes neofascistas até representantes da Neue Rechte (Nova Direita).  O teórico francês da Nova Direita Pierre Krebs é membro da Artgemeinschaft assim como o autor de direita Claus Nordbruch. Stephan Ernst, o assassino do político Walter Lübcke, foi membro da Artgemeinschaft até 2011. 
A AG GGG publica o völkisch Nordische Zeitung. 

## Atividades
O escritório estadual de Niedersachsen para a proteção da constituição nomeou Artgemeinschaft em conexão com movimentos de assentamento de direita na Baixa Saxônia e Mecklenburg Vorpommern. 

## Visão
"A Artgemeinschaft é uma das estruturas mais duras da extrema-direita. Não se isola de forma alguma do terrorismo de direita. A 'Artgemeinschaft' funciona sob o rótulo de natureza-religiosidade e comemoração ancestral. Mas a 'Artgemeinschaft' é na verdade uma das estruturas mais conspiratórias - e eu diria - mais perigosas que temos na Alemanha", disse o especialista em extremismo de direita Andrea Röpke em 2022. 